# Isla Foca (Perú)
La Isla Foca es una isla del noroeste de Perú perteneciente al departamento de Piura. Está situada en el océano Pacífico a un kilómetro de la costa, frente a la caleta de pescadores La Islilla. La superficie total de la isla aproximadamente es de 92 hectáreas y está dividida en dos por un istmo pequeño y pedregoso que se descubre con la baja marea, conocido como El Bandeadero. Éste divide la isla en proporciones desiguales, pero geográficamente similares. La isla Foca se encuentra dentro de la zona de convergencia de la corriente de Humboldt y la corriente ecuatorial, lo que hace favorable la presencia de especies asociadas tanto a aguas cálidas como a aguas templadas. Por tal motivo, en el 2024 la isla y sus aguas circundantes quedaron protegidas por ley dentro de la Reserva nacional Mar Tropical de Grau, una reserva natural que protege y conserva muestras representativas de los ecosistemas del mar tropical de Perú.

## Descripción geográfica
La isla Foca se encuentra ubicada a 20 km al sur de la ciudad de Paita, en torno a los 5° 12’ de latitud S y los 81° 12’ de longitud O. Presenta una longitud máxima de aproximadamente 1,44 km y una anchura de unos 0,65 km. La isla tiene un relieve accidentado con hondonadas profundas y acantilados que presentan alturas aproximadas de 40 metros, interrumpidas por cantos rodados y playas que son el resultado de la acción del viento y del océano.
Las playas son muy escasas en isla Foca y la mayoría se encuentra en el lado este, donde se encuentra la única playa de arena: Playa Blanca. El resto de las playas son pequeñas, profundas y de pequeñas piedras. Por el lado oeste destaca un grupo de islotes y rocas visibles a poca distancia de su orilla. El clima en la isla es templado y la temperatura del mar varía poco con respecto a las estaciones del año. Prácticamente la isla no presenta vegetación, a excepción de algunos parches deverdolaga (Sesuvium portulacastrum) y arbustos de sapote (Capparis scabrida) ubicados en el lado sureste de la isla.

## Diversidad biológica
La zona de transición o convergencia de la corriente de Humboldt y la corriente ecuatorial han favorecido el desarrollo de una biodiversidad con características propias de ambos ecosistemas en y alrededor de la isla Foca. La riqueza biológica de la isla está representada por 3 especies de mamíferos, 34 especies de aves —de las cuales ocho anidan en la isla—, 3 especies de reptiles, 54 especies de peces, 32 especies de moluscos, 30 especies de equinodermos y 28 especies de crustáceos.
La Isla Foca constituye el hábitat más septentrional, en cuanto a lugares de reproducción, para algunas especies de aves como el pingüino de humboldt (Spheniscus humboldti), la Chuita (Phalacrocorax gaimardi), la Golondrina de la tempestad peruana (Oceanodroma tethys kelsalli), el pelícano peruano (Pelecanus thagus) y el pilpilén negro (Haematopus ater). Asimismo, se puede observar otras especies de aves como el piquero patas azules (Sula nebouxii), pelícano pardo (Pelecanus occidentalis), piquero peruano (Sula variegata), cormorán neotropical (Phalacrocorax brasilianus), cormorán de patas rojas (Phalacrocorax gaimardi), cormorán guanay (Phalacrocorax bougainvillii), avefragata magnífica (Fregata magnificens), gaviota dominicana (Larus dominicanus), gaviota peruana (Larus belcheri), entre otras. Las especies de reptiles encontradas en isla Foca corresponden a la tortuga verde (Chelonia mydas), lagartija peruana (Microlophus peruvianus) y el jañape de la costa (Phyllodactylus microphyllus).
Por otro lado, en el grupo de mamíferos marinos es frecuente los avistamientos de ballenas jorobadas (Megaptera novaeangliae), además es común observar dos especies de lobos marinos que pertenecen a la familia Otariidae y son: el lobo chusco sudamericano (Otaria flavescens), que es muy abundante; y el lobo fino sudamericano (Arctophoca australis), del cual existe una pequeña colonia reproductiva. Cabe resaltar que esta población aún está bajo análisis taxonómico; los estudios genéticos realizados para confirmar  sus relaciones filogenéticas y determinar si se trata de Arctophoca australis o Arctophoca galapagoensis aún no están completos. Este registro representaría un aumento de 765 km en el rango de distribución actual conocida de A. australis (Isla Mazorca), o constituiría el primer registro de lobos finos de las Galápagos (A. galapagoensis) para el Perú, aumentando en casi 1000 km su rango de distribución conocido (Islas Galápagos).